# Henry J

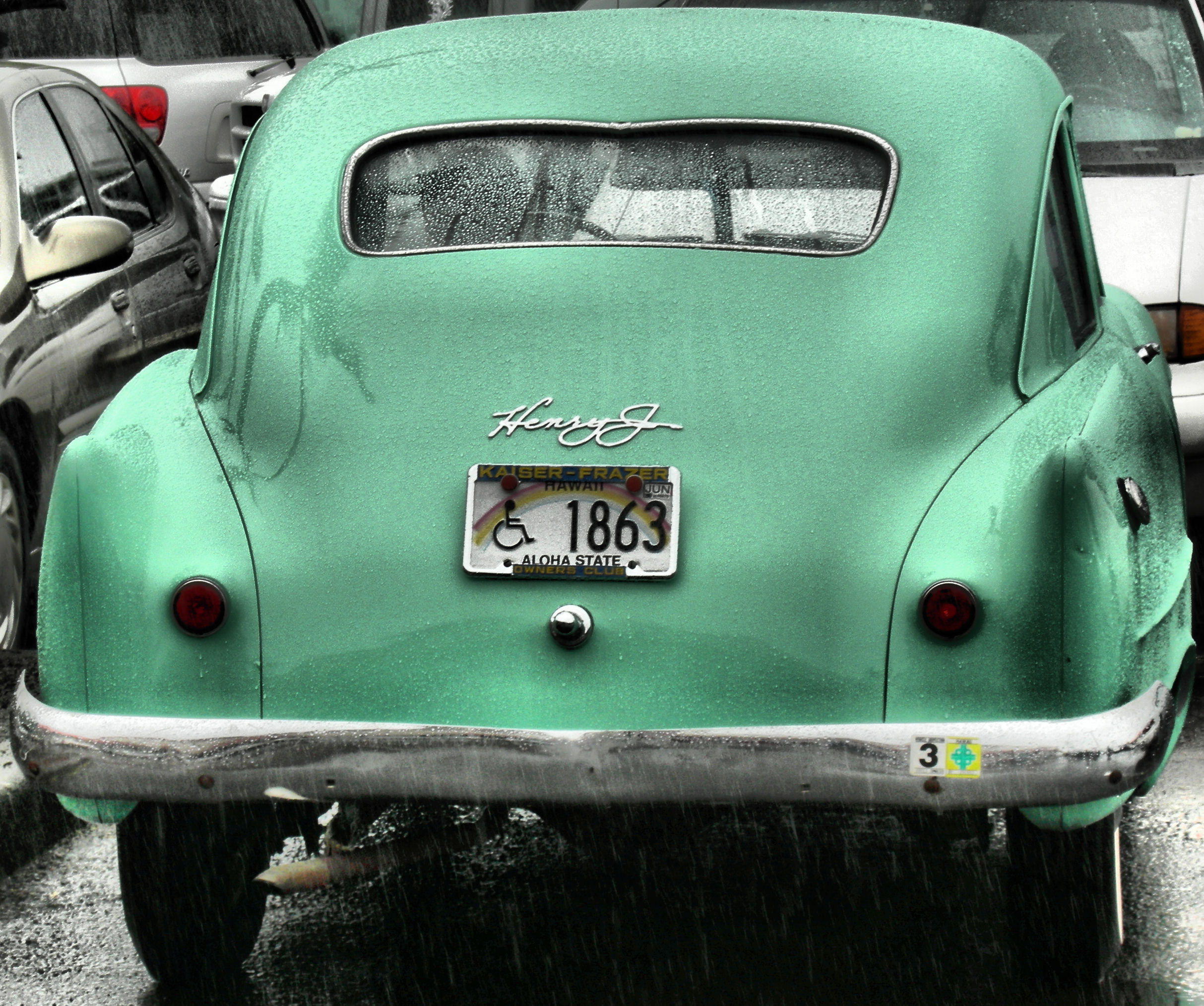
Один из самых ранних Henry J без крышки багажника

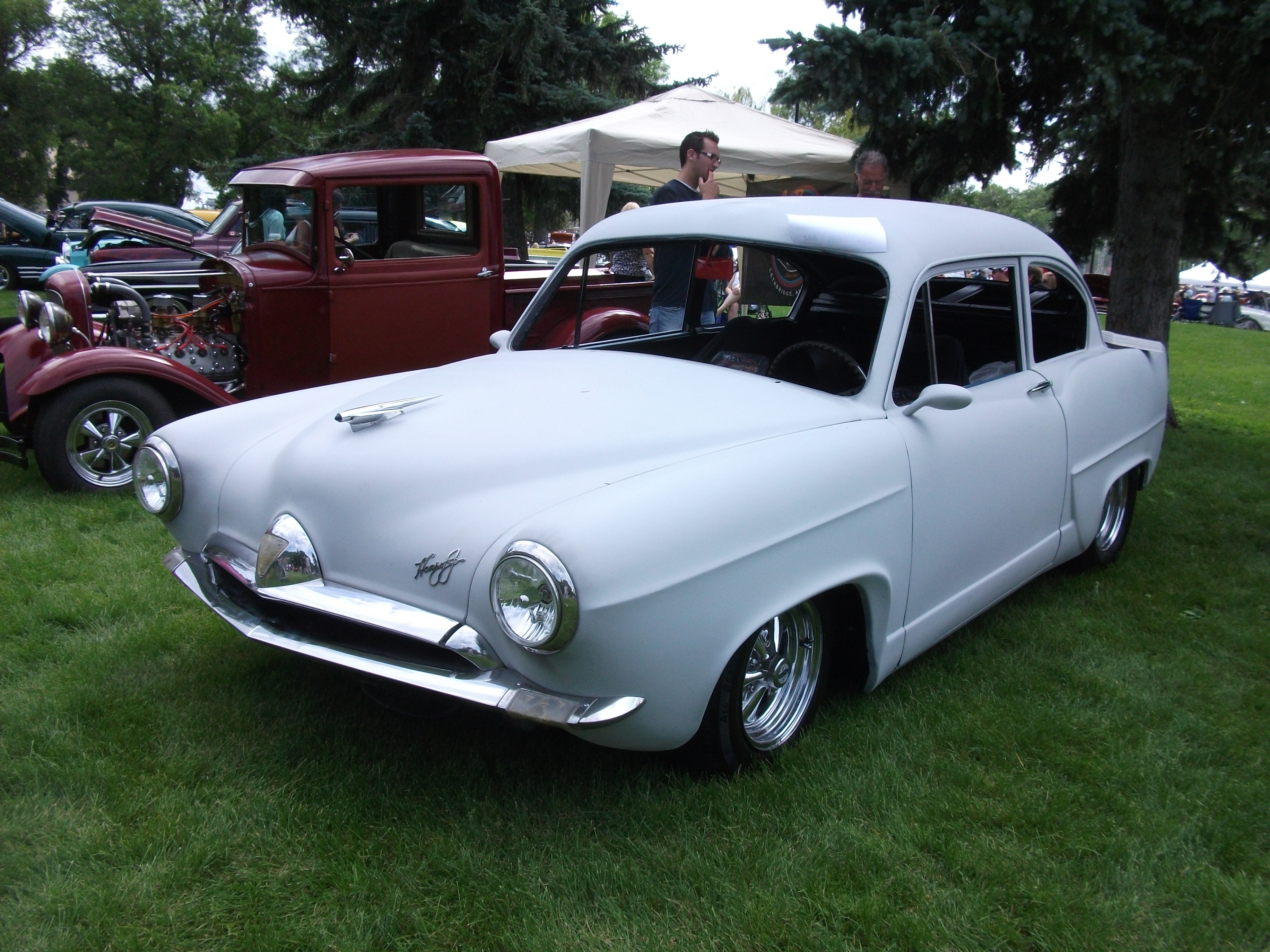
Henry J Corsair 1952 года

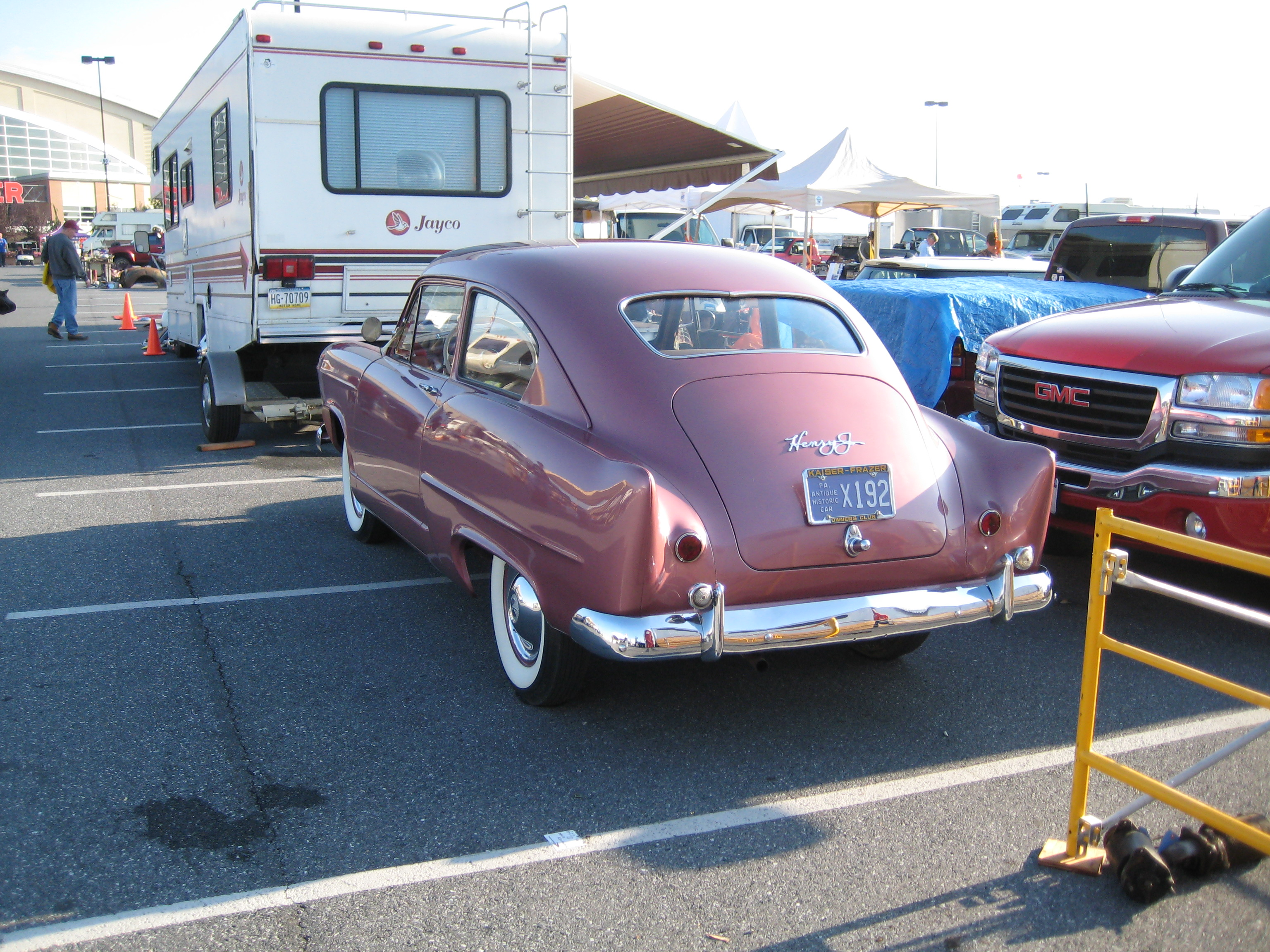
Задняя часть Henry J 1951 года

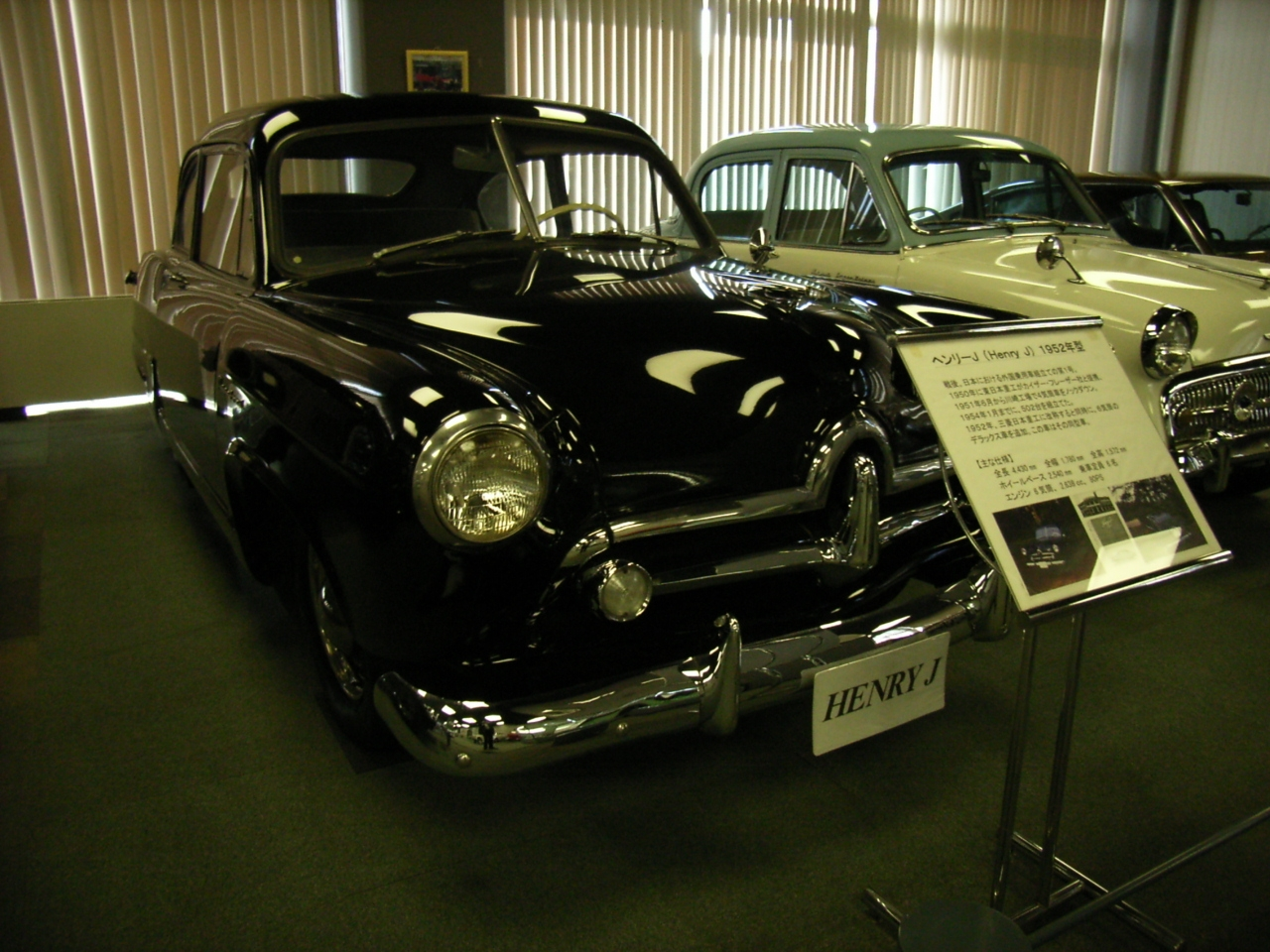
Henry J 1952 года, продававшийся Mitsubishi

Henry J — легковой автомобиль, выпускавшийся Kaiser-Frazer в 1950—1954 годах. Своё название он получил в честь основателя компании, Генри Джона Кайзера. Производство модели с 6-цилиндровым двигателем началось в июле 1950 года; в День Труда начался выпуск модификации с 4-цилиндровым мотором. Официальные продажи начались с 28 сентября 1950 года.

## Разработка
Идея создания нового автомобиля принадлежала Генри Кайзеру. Он надеялся увеличить производство своего автомобильного завода, выпустив недорогой автомобиль, который мог быть доступен для человека со средней зарплатой. Для финансирования разработки проекта, компания получила федеральный государственный заём в 1949 году. Kaiser-Frazer обязывался создать автомобиль, стоимость которого не превышала бы $1300 (по ценам 2011 года — $11860). Он должен был вмещать пятерых взрослых человек, развивать скорость до 50 миль в час (80 км/ч) и поступить в продажу не позднее 30 сентября 1950 года.
Для достижения результата Henry J разрабатывался с использованием как можно меньшего количества комплектующих. Ранние автомобили, собранные из штампованных деталей, не имели крышки багажника, поэтому попасть туда можно было лишь сложив заднее сидение. Другой мерой, направленной на снижение затрат, было создание двухдверного кузова с зафиксированными задними окнами. Также в базовой версии не было бардачка на приборной панели, подлокотников, солнцезащитного козырька с пассажирской стороны и проточной вентиляции.
4-цилиндровый двигатель имел рабочий объём 134,2 дюйм³ (2,2 л) с мощностью 68 л. с (51 кВт). 6-цилиндровые двигатели имели объём 161 дюйм³ (2,6 л) и мощность 80 л. с. (60 кВт). Двигатели поставлялись Willys-Overland; 4-цилиндровый мотор был аналогичен CJ-3A, используемому на Jeep, но с небольшими изменениями некоторых деталей, однако головка блока и внутренние части были взаимозаменяемы с CJ-3А.

## Продажи
Henry J не оправдал возложенных на него ожиданий. Модели Chevrolet (Chevrolet 150) и Ford, стоившие чуть больше, имели более просторные и комфортабельные салоны. В течение 1951 года Kaiser-Frazer стал выпускать машины с крышкой багажника и другими дополнениями в рамках «Accessory Group» (дополнительное оборудование). Главный упор в рекламе делался на низкий расход топлива, в то время, как цены, установленные Военным производственным советом (War Production Board) составляли 27 центов за галлон. Расход бензина Henry J составлял 25 миль на галлон (9,7 л/100 км), что позволило ему одержать победу в Mobil Economy Run.
В 1952 году Kaiser начинает продавать автомобили через Sears под заводской маркой Allstate. Они были почти идентичны Henry J за исключением решётки радиатора, орнамента на капоте, колёсных колпаков, идентификационных карточек, внутренней отделки, шин и аккумулятора. Спустя два года, Sears сворачивает продаж Allstate. С 1951 по 1954 год этот автомобиль также продавался в Японии, по лицензионному соглашению с East Japan Heavy-Industries, входившей в Mitsubishi.
С каждым годом уровень продаж падал. Хотя Henry J был недорогим, расходы на его производство превосходили объёмы продаж. Генри Кайзер надеялся увеличить прибыль благодаря выпуску большего количества машин. На автомобильном рынке господствовала «Большая детройтская тройка» — General Motors, Ford и Chrysler. Но послевоенные расходы на производство оказались непомерными для небольших автопроизводителей.
После приобретения Kaiser-Frazer активов Willys-Overland в начале 1953 года, было решено прекратить выпуск Henry J с 1953 модельного года. Оставшиеся машины продавались крайне медленно до 1954 года.